# Tomáš Sládek
Tomáš Sládek (14. července 1969 Praha – 6. dubna 2016 Orlando) byl český potápěč, instruktor potápění, publicista, školitel, podvodní fotograf, vývojář, jeskyňář. Byl známý i jako spoluzakladatel potápěčského portálu Strany potápěčské. Byl autorem mnoha odborných článků o rekreačním a technickém potápění, pracoval i jako tester potápěčské techniky. Zemřel tragicky při jeskynním ponoru na Floridě v roce 2016.

## Pracovní činnost
Vystudoval Střední průmyslovou školu strojnickou v Praze a následně ČVUT v Praze.[zdroj?] Pracoval jako programátor a správce počítačových sítí. Od roku 2013 působil jako vývojář ve společnosti Divesoft s.r.o.

## Potápění a publikování
Od konce 90. let se věnoval potápění jako aktivní potápěč, instruktor a tester potápěčského vybavení.[zdroj?] V roce 1996 spoluzaložil nejrozsáhlejší český web o potápění stranypotapecske.cz.[ve zdroji nenalezeno] Na tomto portále publikoval desítky odborných článků, testů a recenzí. Roku 1999 byl spoluzakladatelem Potápěčského klubu Praha (PKP).[ve zdroji nenalezeno] Od roku 2009 byl pravidelným přispěvatelem časopisu Buddy Potápění, kde figuroval také jako šéfredaktor. Měl několik fotografií na obálce časopisu.[zdroj?] Tomášovi bylo věnováno vydání časopisu BUDDY Potápění, číslo 53 (2/2016), kde byl na obálce časopisu. Podílel se na tvorbě výukových materiálů pro rebreather CCR Liberty. Publikoval v magazínu Digiarena. Sládek se podílel na přípravě výukových materiálů pro sportovní hry pod vodou, mezi které patří i podvodní ragby. V systému CMAS ČR dosáhl nejvyšší instruktorské kvalifikace (I***).[zdroj?] Byl rovněž Instructor Trainer, v systému IANTD a byl dlouhodobým členem výcvikové komise Svazu potápěčů České republiky.[zdroj?] Získal nejvyšší ocenění CMAS in memoriam od Svazu potápěčů České republiky.

## Podvodní a produktový fotograf
Kromě toho se věnoval fotografii – zejména podvodní a produktové. Jeho snímky se objevovaly na titulních stranách časopisů, v odborných článcích i marketingových materiálech. Publikoval i na portálu DigiArena. Byl členem organizace Speleoaquanaut, podílel se na průzkumu jeskyní a pořizoval i fotodokumentaci. Své podvodní fotografie publikoval pravidelně v tištěném časopisu Buddy.[zdroj?]

## Přednášky a potápěčské akce
Přednášel o potápěčské teorii, potápěčské technice na akcích, festivalech, výstavách, fórech, jako byly např. Techmeeting,